# Vogar (localité)
Pour l’article homonyme, voir Vogar (municipalité).
Vogar est une localité islandaise de la municipalité de Vogar située dans sud-ouest de l'île, dans la région de Suðurnes. En 2011, la ville comptait 1 075 habitants.